# 2001: A Space Odyssey (livro)
2001: A Space Odyssey (2001: Uma Odisseia no Espaço, no Brasil; 2001: Odisseia no Espaço, em Portugal) é um romance, o primeiro da tetralogia de ficção científica Odisseia no Espaço, escrita por Arthur C. Clarke em 1968. O livro foi desenvolvido conjuntamente com sua versão cinematográfica, dirigida por Stanley Kubrick e publicado após o filme. A história é baseada em vários outros contos de Clarke, sendo notável a influência de "The Sentinel" (escrito em 1948 para uma competição da BBC, porém publicado pela primeira vez em 1951 com o título "Sentinel of Eternity"). Outro conto de Clarke que influenciou 2001 foi "Encounter in the Dawn", cuja estória em muito se assemelha à primeira parte de 2001, na qual alienígenas influenciam os ancestrais do homem primitivo. Posteriormente, em 1972, um livro foi escrito descrevendo o trabalho conjunto de Clarke e Kubrick para a produção desta obra, intitulado The Lost Worlds of 2001.

## Sequências
Uma sequência para o livro, intitulada 2010: Odyssey Two, foi publicada em 1982 e adaptada para o cinema em 1984 (sem o envolvimento de Kubrick). Clarke mais tarde escreveu mais duas sequências: 2061: Odyssey Three (1987) e 3001: The Final Odyssey (1997). Até hoje, as últimas duas obras ainda não foram adaptadas.